# Cantal (formaggio)
Cantal è un formaggio francese a pasta pressata non cotta, originario del Massiccio Centrale e fabbricato a partire da latte crudo o pastorizzato di vacca, in forme di cilindro alto (in francese fourme).
Il Cantal beneficia dal 1956 di una Denominazione di Origine Controllata (Appellation d'origine contrôlée, AOC). Può essere fabbricato entro i confini del dipartimento del Cantal e in alcuni comuni dei dipartimenti vicini.

## Descrizione
I formaggi si presentano sotto forma di cilindri del peso di 35–45 kg e del diametro di 36–40 cm.

La quantità di materia secca deve essere minimo di 75 g per 100g di formaggio affinato.

La quantità di materia grassa deve essere minimo di 45 g per 100 grammi di materia secca.

La pasta (chiamata anche mie, in italiano "mollica") è di colore avorio. La crosta è inizialmente grigio-bianca, poi diventa più scura e fiorita con macchie di colore rosso o arancio.
L'autentificazione AOC è indicata da un marchio in alluminio (grigio) incastrato nella crosta.

## Storia
La sua origine risale a più di 2000 anni: Plinio il Vecchio parlava già del formaggio della regione. La sua nascita è legata a determinati fattori ambientali. L'Alvernia è infatti una regione fertile dove, tuttavia, gli spostamenti risultano difficili in inverno. Per poter utilizzare la produzione di latte delle mucche e per disporre di cibo in inverno, era necessario produrre un formaggio a lunga conservazione. Inoltre, il Cantal entrava largamente negli scambi con le altre regioni del sud della Francia.
Si deve a Émile Duclaux, uno studente di Pasteur, un contributo importante allo sviluppo della produzione del Cantal. Infatti, Émile Duclaux, che possedeva una fattoria in Alvernia (a Marmanhac), descrisse nel 1893 il processo di fabbricazione del Cantal nel trattato Principes de laiterie.